# バーバラ・クランプトン
バーバラ・クランプトン（Barbara Crampton, 1958年12月27日 - ）は、アメリカ合衆国出身の女優である。

## 出演作品

### 映画
- 喰らう家 We Are Still Here (2015)
- サプライズ(2011)（オーブリー）
- ザ・フォース(1998)
- キャッスル・フリーク(1995)
- 地球最終戦争ロボット・ウォーズ (1994)
- トランサーズ2360 (1991)
- パペット・マスター (1989)
- キルボット (1986)
- 追撃・25時/バージン・カラー (1986)
- フロム・ビヨンド (1986)
- バージンバケーション/ボクのナンパマニュアル教えます　Fraternity Vacation (1985)
- ZOMBIO/死霊のしたたり (1985)
- ボディ・ダブル (1984)